# Miyakojima (Okinawa)
Miyakojima (jap. 宮古島市 Miyakojima-shi) ist die einzige Stadt auf der Insel Miyakojima in der Präfektur Okinawa, Japan.

## Geschichte
Die Stadt Miyakojima wurde am 1. Oktober 2005 aus den ehemaligen Gemeinden Hirara, Irabu, Ueno, Gusukube und Shimoji gegründet.

## Verkehr
- Straße
  - Nationalstraße 390

- Flughafen
  - Flughafen Miyako

## Gebäude

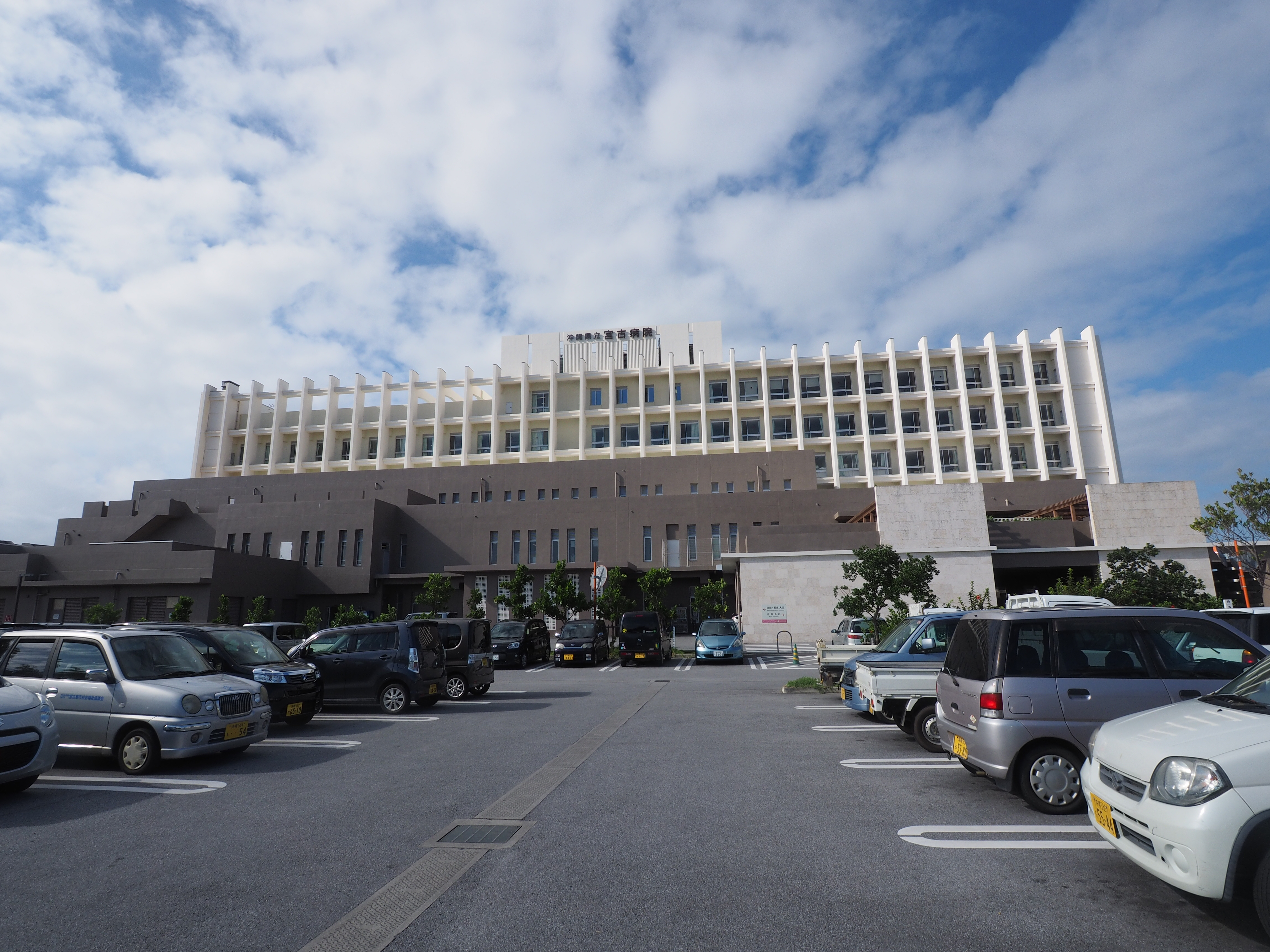
Krankenhaus
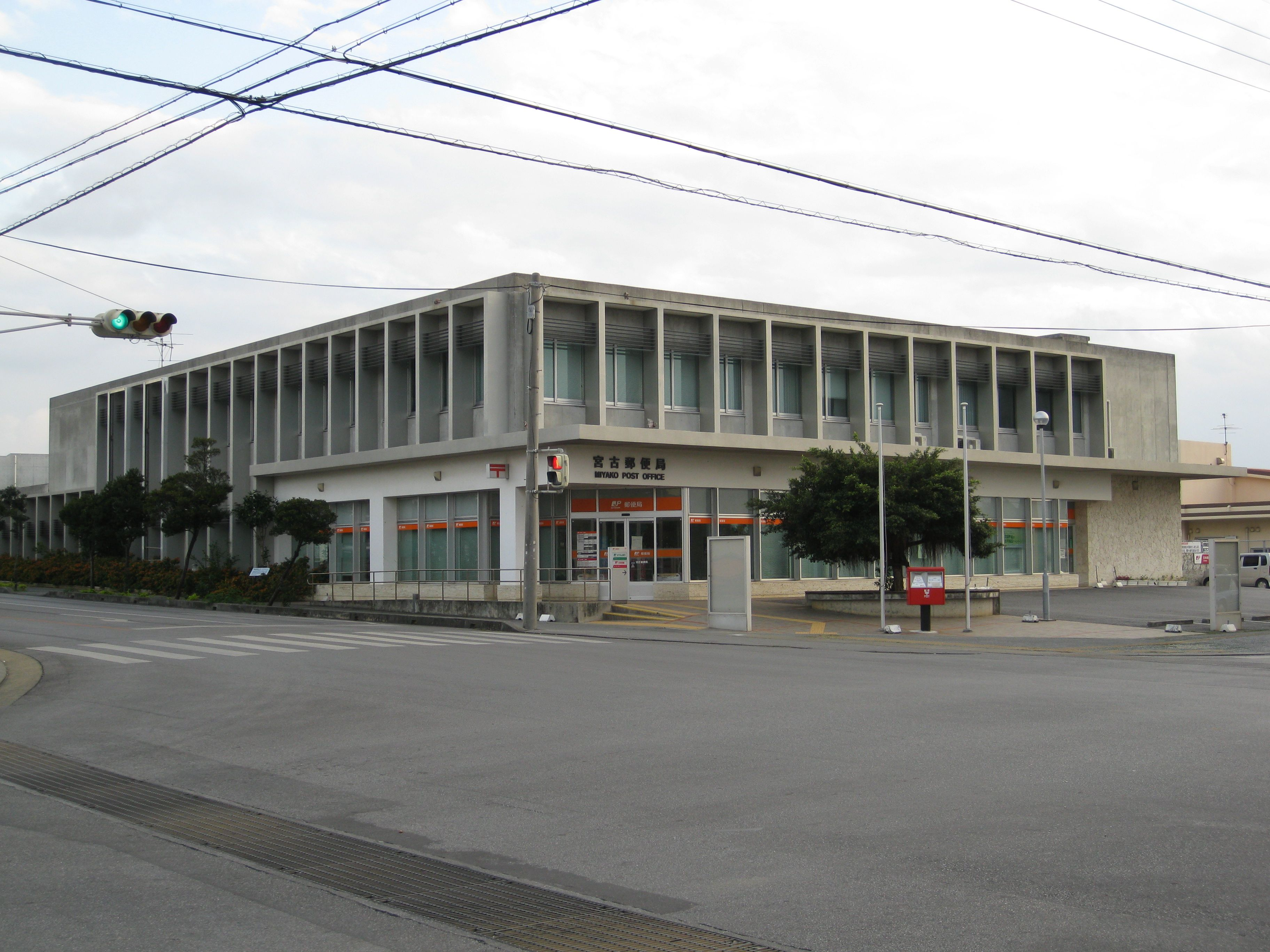
Post
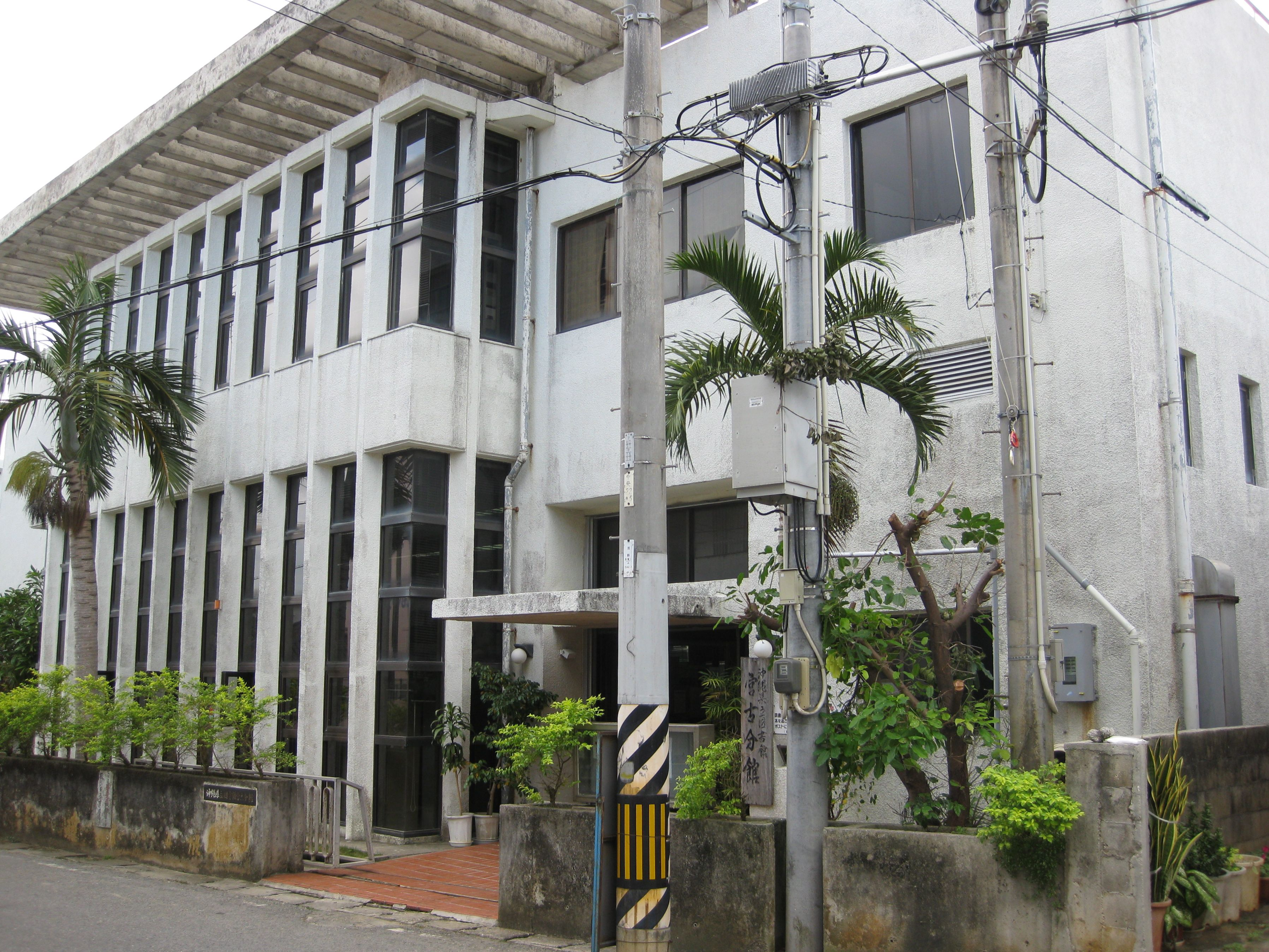
Bibliothek der Präfektur
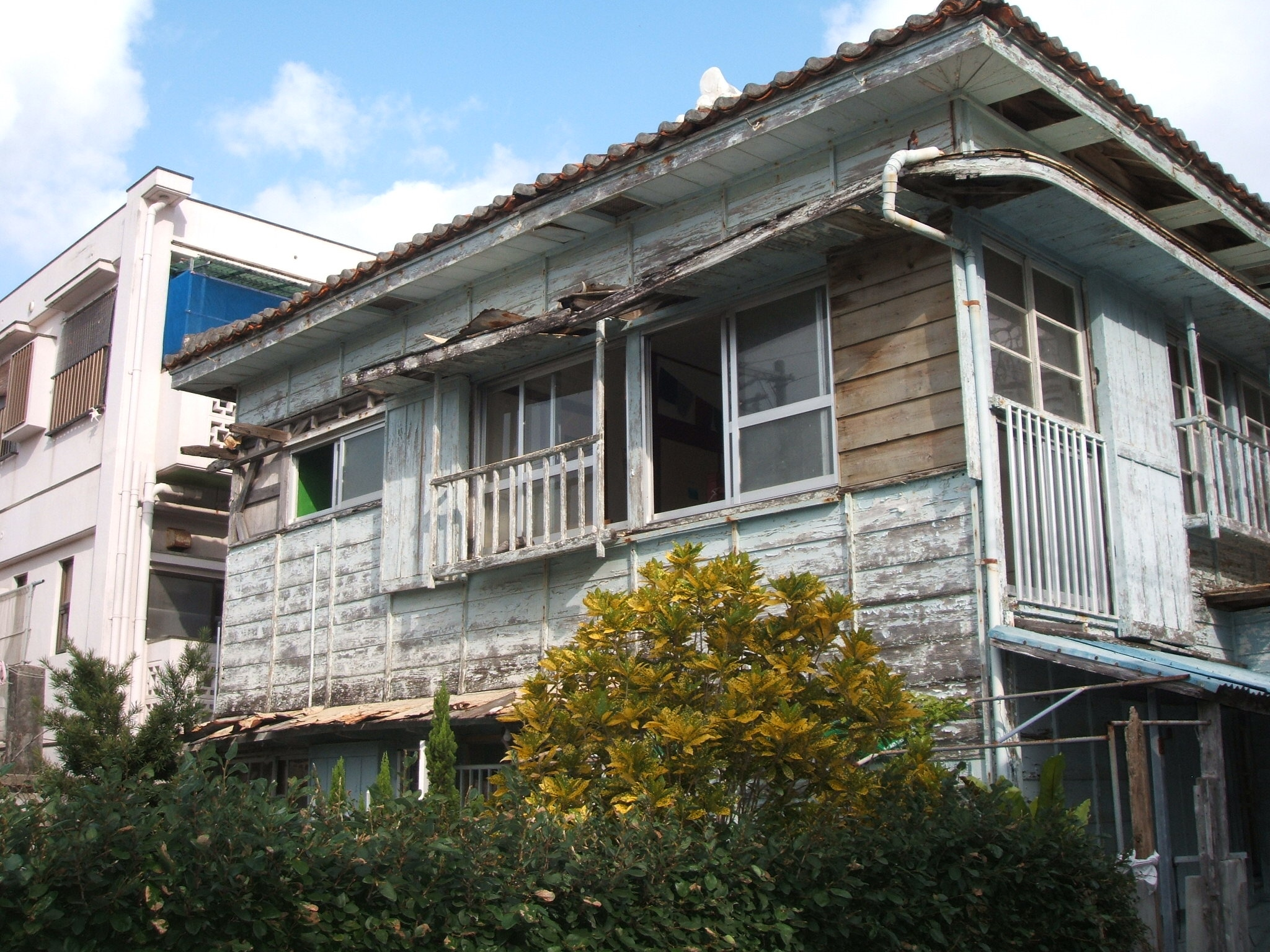
Altes Holzhaus
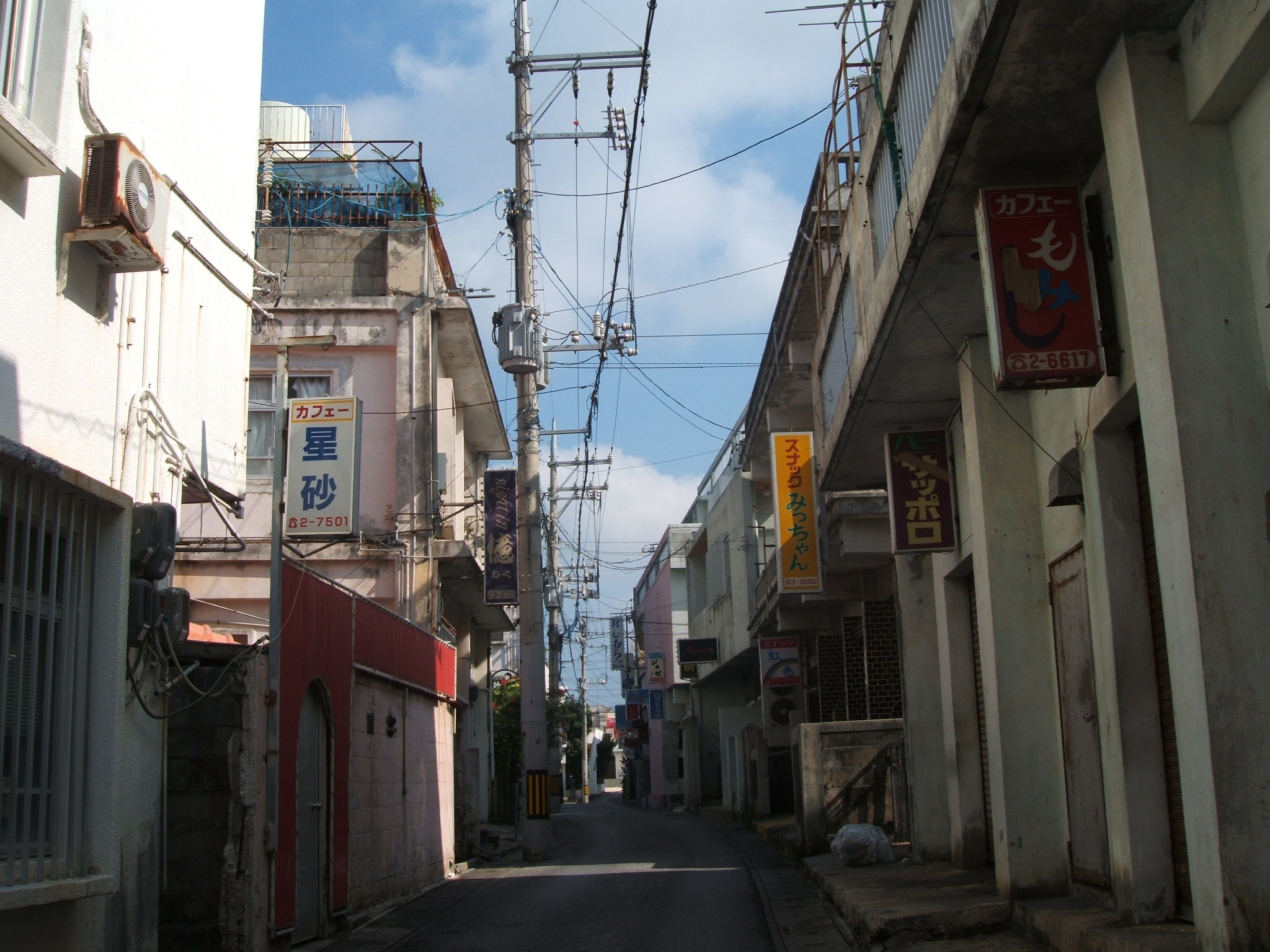
Straße